# Lindsay och Sidney Greenbush
Lindsay och Sidney Greenbush, födda 25 maj 1970 i Hollywood, Los Angeles, Kalifornien, är amerikanska tvillingar och tidigare barnskådespelare. De gjorde bland annat rollen som Carrie Ingalls i serien Lilla huset på prärien.
Carrie Ingalls i TV-serien var en rollfigur som därmed spelades av två personer, vilket är vanligt när det gäller roller som spelas av yngre barn. De delade på denna roll och det framgår aldrig heller i TV-serien vilken av systrarna som syns för ögonblicket.